# Розовый кадиллак
«Розовый кадиллак» (англ. Pink Cadillac) — комедийный фильм с элементами экшна 1989 года. Главное роли исполнили Клинт Иствуд и Бернадетт Питерс.

## Сюжет
Охотник за головами Томми Новак разыскивает женщину, выпущенную до суда под залог за приличную сумму денег и сбежавшую от Рой МакГуинн, безмозглого расиста, на его «Кадиллаке». Задача для такого профессионала, как Новак, вроде бы проста, но в багажнике её машины четверть миллиона долларов, принадлежащих фашистской организации, в которой состоит её муж, и потому, помимо Новака, за ней гонится банда террористов-психопатов вооружённых до зубов.

## В ролях
- Клинт Иствуд — Томми Новак
- Бернадетт Питерс — Лу Энн МакГуинн
- Тимоти Кархарт — Рой МакГуинн
- Джон Деннис Джонстон — Вэйкросс
- Майкл Дес Баррес — Алекс
- Билл Моусли — Даррелл
- Джеффри Льюис — Рикки Зи
- Уильям Хикки — мистер Бартон
- Джеймс Кромвелл — регистратор в мотеле
- Фрэнсис Фишер — Дина
- Клифф Бемис — Джефф
- Джерри Бэммен — Бадди
- Джимми Скэггс — Билли Данстон
- Майкл Чэмпион — Кен Ли